# Schizembia colombiana
Schizembia colombiana is een insectensoort uit de familie Anisembiidae, die tot de orde webspinners (Embioptera) behoort. 
Schizembia colombiana is voor het eerst wetenschappelijk beschreven door Ross in 2003.